# Anna Nikandrova
Anna Alekseevna Nikandrova (em russo: А́нна Алексе́евна Ника́ндрова; Barashkino, 13 de junho de 1921 – Distrito de Dubrovensky, 23 de junho de 1944) foi uma combatente da Grande Guerra Patriótica, comissária política do 426.º Regimento de Fuzileiros, no posto de Tenente Sênior. Condecorada postumamente com o título de Heroína da União Soviética em 24 de março de 1945

## Biografia
Anna nasceu em 13 de outubro de 1921 na aldeia de Barashkino na Província de Pskov, em uma família camponesa russa. Após concluir o ensino básico e cursos de biblioteconomia, trabalhou em uma biblioteca e posteriormente no comitê distrital do Komsomol em Krasnogorodsk.
Participou da Grande Guerra Patriótica a partir de setembro de 1941. No início do conflito, atuou como socorrista, evacuando feridos e trabalhando em um hospital. Em 1942, ingressou no Partido Comunista.
Após concluir os cursos de oficiais subalternos, foi designada como comissária política do 426.º Regimento de Fuzileiros da 88ª Divisão de Fuzileiros (31.º Exército, 3ª Frente Bielorrussa). Em 23 de junho de 1944, durante os combates na região da estação ferroviária de Kiraevo (Distrito de Dubrovno, Vitebsk, Bielorrússia), Anna foi a primeira a atravessar um fosso antitanque com uma escada de assalto, liderando os soldados de sua companhia. No mesmo dia, morreu ao tentar neutralizar uma posição inimiga de metralhadora. Foi enterrada em uma vala comum na cidade de Dubrovno, onde mais tarde foi erguido um monumento em sua memória.
Em 24 de março de 1945, por decreto do Soviete Supremo da URSS, foi postumamente agraciada com o título de Heroína da União Soviética, por bravura exemplar e heroísmo no cumprimento de missões de combate contra os invasores nazistas.

## Prêmios e títulos
- Heroína da União Soviética (24 de março de 1945, postumamente)[3]
- Ordem de Lenin (24 de março de 1945, postumamente)
- Ordem da Guerra Patriótica de 2ª classe (28 de outubro de 1943)[4]
- Medalha "Pela Coragem" (30 de maio de 1943)[5]

## Memória

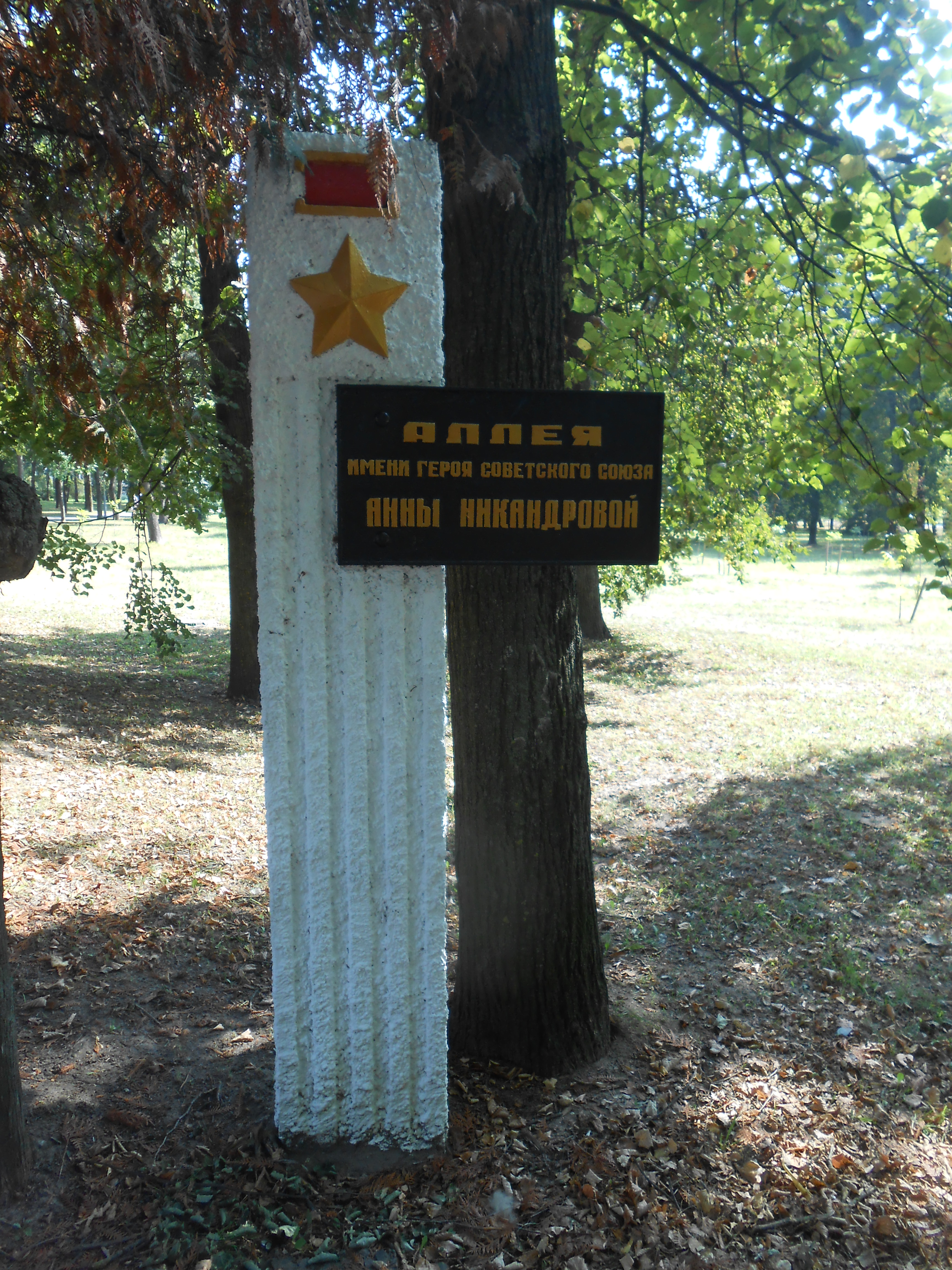
Beco Anna Nikandrova no Parque dos Heróis em Orsha.

- Uma rua e uma escola de ensino médio na cidade de Dubrovno receberam o nome de Anna Nikandrova.[6]
- Na cidade de Krasnogorodsk, em 1984, foi inaugurado um busto da heroína, obra do escultor A. F. Manachinsky, na praça que leva seu nome.[7] O monumento está voltado na direção de sua aldeia natal, Barashkino.
- Na cidade de Rostov-do-Don, o ginásio nº 76 também foi batizado com seu nome.[8]
- Em Dubrovno, no Voblast de Vitebsk (Belarus), há um busto em sua homenagem. Em 2018, foi instalada uma estela dedicada a Nikandrova na Aléia dos Heróis do Parque da Glória Militar.

## Ligações
- Анна Алексеевна Никандрова // Will-Remember.Ru .
- Анна Алексеевна Никандрова